# Lantawan
Lantawan là một đô thị cấp bốn ở tỉnh Basilan, Philippines. Theo điều tra dân số năm 2015, đô thị này có dân số 24.594 người trong.
Ngày 25 tháng 8 năm 2007, 10 phường của đô thị này được tách ra để lập đô thị Hadji Muhtamad. Hiện đô thị Lantawan còn 25 phường trên đảo Basilan.

## Các đơn vị hành chính
Lantawan, về mặt hành chính, được chia thành 25 khu phố (barangay).
| - Atong-Atong - Bagbanon - Baungis - Bulan-Bulan - Bulanza - Calayan - Calugusan - Canibungan - Landungan - Lantawan Proper (Pob.) - Lawila - Lawi-Lawi - Lower Bañas | - Lower Manggas - Luuk-Maluha - Matarling - Matikang - Pamucalin - Paniongan - Parian-Baunoh - Suba-an (Pangasaan) - Switch Yakal - Tairan - Upper Bañas - Upper Manggas |